# Nachtpfauenaugen
|  | Dieser Artikel wurde aufgrund von formalen oder inhaltlichen Mängeln in der Qualitätssicherung Biologie zur Verbesserung eingetragen. Dies geschieht, um die Qualität der Biologie-Artikel auf ein akzeptables Niveau zu bringen. Bitte hilf mit, diesen Artikel zu verbessern! Artikel, die nicht signifikant verbessert werden, können gegebenenfalls gelöscht werden. Lies dazu auch die näheren Informationen in den Mindestanforderungen an Biologie-Artikel. |

Die Nachtpfauenaugen (Saturnia) zählen zu den Nachtfaltern und stellen in der Schmetterlingsfauna eine Gattung aus der Familie der Pfauenspinner (Saturniidae) dar.

## Merkmale
Das Wiener Nachtpfauenauge (Saturnia pyri) und das Kleine Nachtpfauenauge (Saturnia pavonia) sind die bekanntesten Arten.

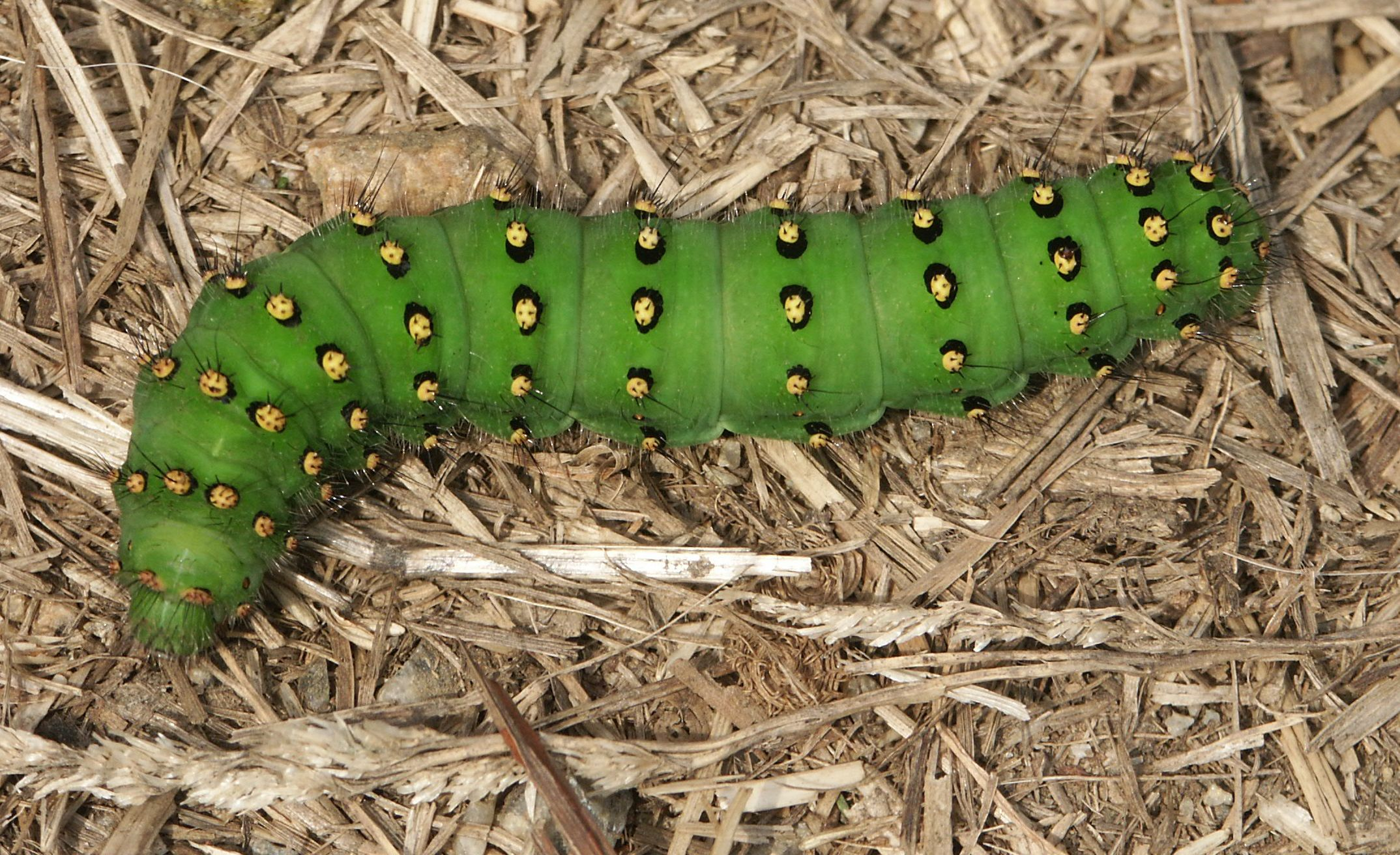
Raupe des Kleinen Nachtpfauenauges (Saturnia pavonia)

## Systematik
In Europa ist die Gattung Saturnia mit acht Arten vertreten:
- Saturnia atlantica Lucas, 1848
- Saturnia caecigena Kupido, 1825
  - Saturnia caecigena caecigena Kupido, 1825
  - Saturnia caecigena stroehlei Nässig, 2002
- Saturnia cephalariae Christoph, 1885
- Saturnia josephinae (Schawerda, 1923)
- Saturnia pavonia (Linnaeus, 1758) – Kleines Nachtpfauenauge
  - Saturnia pavonia josephinae (Schawerda, 1924)
  - Saturnia pavonia pavonia (Linnaeus, 1758)
- Saturnia pavoniella (Scopoli, 1763) – Südliches Kleines Nachtpfauenauge
- Saturnia pyri (Denis & Schiffermüller, 1775) – Wiener Nachtpfauenauge oder Großes Nachtpfauenauge
- Saturnia spini (Denis & Schiffermüller, 1775) – Mittleres Nachtpfauenauge

Auch außerhalb Europas gibt es einige Arten aus der Gattung, so z. B. Saturnia pyretorum aus Ostasien, verschiedene Arten der Untergattung Agapema, wie Agapema dyari, Agapema anona, Agapema homogena und Agapema dentifasciata aus dem südlichen Nordamerika und Saturnia mendocino von der Westküste Nordamerikas.